# Chad Plato
Chad Zavier Plato (Swakopmund, 21 aprile 1998) è un rugbista a 15 namibiano, attivo nei ruoli di tre quarti ala e di estremo dei Welwitschias e internazionale per la Namibia.

## Carriera
Chad Zavier Plato nasce Swakopmund, in Namibia.
Dal 2018, all'età di 20 anni, milita nei Welwitschias, squadra namibiana impegnata in Vodacom Cup. Lo stesso anno disputa il Trofeo World Rugby Under-20 facendo tre apparizioni con la Namibia Under-20.
Il 17 novembre 2018, a Madrid, debutta a livello internazionale per la Namibia nel test match contro la Spagna.
Nell'estate 2019 viene selezionato nel gruppo dei 31 giocatori della Nazionale namibiana che prenderanno parte alla Coppa del Mondo in Giappone; nel corso della rassegna iridata segna una meta nella partita contro l'Italia, terminata 47-22 in favore degli Azzurri.